# Prangos pamiroalaica
Prangos pamiroalaica är en flockblommig växtart som beskrevs av Jevgenij Korovin. Prangos pamiroalaica ingår i släktet Prangos och familjen flockblommiga växter. Inga underarter finns listade i Catalogue of Life.